# Szeptyccy herbu własnego

Herb Szeptycki według Kaspra Niesieckiego

Hrabiowski Herb Szeptycki

Szeptyccy herbu własnego – jeden z najbardziej znaczących rodów bojarskich województwa ruskiego, w wieku XVIII spolonizowani, od 1871 nosili austriacki tytuł hrabiowski.

Herb Szeptycki wedł. Tadeusza Gajla

Do XVI wieku nazywali się "z Szeptyc", później Szeptyckimi. Po nabyciu majątku Uherce w powiecie rudeckim, część rodziny tytułowała się na Szeptycach, a część na Woszczańcach i Uhercach. Z powodu wyznania prawosławnego nie byli dopuszczeni do urzędów. Od początku XVIII w. grekokatolicy, trzech członków rodu (Bazyli, Atanazy i Leon Ludwik Szeptyccy) sprawowało w latach 1708–1772 posługę biskupa ordynariusza greckokatolickiej diecezji lwowskiej. Biskup Atanazy Szeptycki był fundatorem archikatedry Świętego Jura we Lwowie. W wieku XVIII zaczęli zmieniać obrządek na rzymskokatolicki i polonizować się. Po rozbiorach i zmianie obrządku odgrywali istotną rolę wśród ziemiaństwa Galicji Wschodniej. W 1871 Jan Kanty Szeptycki otrzymał austriacki dziedziczny tytuł hrabiowski.

## Przedstawiciele rodu

### I generacja
12 kwietnia 1469 w Gródku Kazimierz Jagiellończyk potwierdził prawa dla Fiodora Szeptyckiego oraz jego wnuków Fiodora, Hliba i Sienka do posiadania dóbr Szeptyce, Woszczańce i Kanafosty.

### II generacja
- Jan Szeptycki, syn Fiodora, z Szeptyc i Uherzec

### III generacja
- Hlib Szeptycki, syn Jana, z Szeptyc, Uherzec i Woszczaniec

### IV generacja
- Jacek Szeptycki, syn Hliba, z Szeptyc, Uherzec i Woszczaniec

### V generacja
- Jerzy Szeptycki, syn Jacka, z Szeptyc i Kanafostów
- Teodor Szeptycki, syn Jacka, z Woszczaniec
- Semion Szeptycki, syn Jacka, z Uherzec

### VI generacja
- Paweł Szeptycki, syn Jerzego, - porucznik husarski, z Szeptyc
- Aleksander Szeptycki, syn Teodora, - towarzysz husarski, z Woszczaniec
- Mikołaj Szeptycki, syn Semiona - pułkownik królewski i rotmistrz husarski

### VII generacja
- Jerzy Prokop Szeptycki, syn Pawła, z Szeptyc
- Aleksander Zahariasz Szeptycki, syn Aleksandra, z Kupnowic

### VIII generacja
- Stefan Szeptycki, syn Jerzego Prokopa – w 1683 rotmistrz husarski, z Szeptyc
- Zofia z Korybut-Daszkiewiczów Szeptycka – żona Stefana
- Adam Szeptycki, syn Jerzego Prokopa, z Szeptyc
- Baarlam (Bazyli) Szeptycki, syn Aleksandra Zahariasza - biskup lwowski
- Eustachy Stanisław Stanisław, syn Aleksandra Zahariasza, - porucznik husarski
- Aleksander Szeptycki, syn Aleksandra Zahariasza
- Teodor Szeptycki, syn Aleksandra Zahariasza  – w 1683 towarzysz husarski, ranny, jego herb w kaplicy na wzgórzu Kahlenberg

### IX generacja
- Atanazy Andrzej Szeptycki, syn Stefana – biskup przemyski
- Bazyli Szeptycki, syn Stefana, mąż Rozalii z Szeptyckich, z Przyłbic
- Filip Szeptycki, syn Adama, z Szeptyc
- Hieronim Antoni Szeptycki, syn Eustachego Stanisława – biskup płocki
- Jerzy Szeptycki, syn Eustachego Stanisława  – rotmistrz husarski, z Pohorylec
- Franciszek Szeptycki, syn Eustachego Stanisława
- Atanazy Antoni Szeptycki, syn Aleksandra - biskup lwowski i arcybiskup kijowski

### X generacja
- Jan Baptysta Szeptycki, syn Bazylego i Rozalii z Szeptyckich, z Przyłbic
- Aniela z Lipskich Szeptycka, żona Jana Baptysty
- Andrzej Szymon Szeptycki, syn Bazylego i Rozalii z Szeptyckich, z Bruchnala
- Leon Ludwik Szeptycki, syn Filipa - biskup lwowski i arcybiskup kijowski
- Szymon Szeptycki, syn Filipa - kasztelan przemyski, z Malczyc. Kawaler Orderów Orła Białego i św. Stanisława
- Rozalia z Szeptyckich Szeptycka, córka Jerzego, żona Bazylego Szeptyckiego z Przyłbic
- Jan Szeptycki, syn Franciszka, z Liczokowiec
- Hieronim Szeptycki, syn Franciszka
- Kajetan Szeptycki, syn Franciszka - kasztelan lubelski, z Jakubowic Murowanych. Kawaler Orderów Orła Białego i św. Stanisława
- Józef Szeptycki, syn Franciszka - w 1775 nabył starostwo stanisławowskie od Felicjanny z Czosnowskich, wdowy Jana Antoniego Czarneckiego herbu Prus III, kasztelana bracławskiego[3]. Kawaler Orderów Orła Białego i św. Stanisława

### XI generacja
- Józef Gabriel Szeptycki (1806–1855), syn Jana Baptysty, bezżenny, zmarł w Łaszczowie
- Piotr Paweł Szeptycki (1808–1843),syn Jana Baptysty, zmarł w Przyłbicach
- Róża Teresa z Kosseckich Szeptycka (1808–1888), żona Piotra Pawła,  zmarła w Przyłbicach
- Marianna Szeptycka, córka Szymona, żona Macieja Jabłonowskiego
- Wincenty Szeptycki, syn Jana - generał brygady Wojsk Polskich, z Liczokowiec i Jakubowic Murowanych
- Julianna Szeptycka, córka Jana - żona Józefa Zaborowskiego, matka Tymona Zaborowskiego, z Liczokowiec

### XII generacja
- Michalina z Szeptyckich Władysławowa Komorowska (1835–1911), córka Piotra Pawła
- Jan Kanty Szeptycki, syn Piotra Pawła, właściciel Przyłbic, Bruchnala, Korczyny, Łaszczowa, Grodysławic, Dziewiętnik
- Zofia Szeptycka z Fredrów – żona Jana Kantego

### XIII generacja
- Stefan Szeptycki (1862–1864), syn Jana Kantego
- Jerzy Szeptycki (1863–1880), syn Jana Kantego
- Andrzej (Roman) Szeptycki, syn Jana Kantego – metropolita lwowski
- Aleksander Szeptycki, syn Jana Kantego – właściciel Łabuń, Łaszczowa, Grodysławic
- Stanisław Szeptycki, syn Jana Kantego – generał broni Wojska Polskiego, właściciel Korczyny
- błogosławiony ojciec Klemens (Kazimierz) Szeptycki, syn Jana Kantego – archimandryta zakonu Studytów, właściciel Dziewiętnik
- Leon Szeptycki, syn Jana Kantego – właściciel Przyłbic, Bruchnala

### XIV generacja
- Jan Kazimierz Szeptycki (1907–1994), syn Aleksandra – właściciel Łabuń, Łaszczowa, Grodysławic
- Jan Sylwester Szeptycki (1905–1980), syn Leona – właściciel Dziewiętnik
- Andrzej Szeptycki (1912–1940), syn Leona - kleryk seminarium we Lwowie, podchorąży rezerwy Wojska Polskiego, zginął w Katyniu

### XV generacja
- Paweł Szeptycki (1935-2004), syn Jana Sylwestra - profesor matematyki[4]
- Aleksander Szeptycki (1938-2020), syn Jana Kazimierza - profesor nauk rolniczych, właściciel Nadolec[4]
- Andrzej Szeptycki (1939-2008), syn Jana Sylwestra - profesor zoologii[4]

### Generacja nieokreślona
- Joanna, żona kolejno Michała Rohozińskiego, Jana Kruszelnickigo (herbu Sas, właściciela wsi Dubie, podcaszego lwowskiego m.in. w 1772, syna sędziego ziemskiego lwowskiego Krzysztofa), Jana Tomaszewskiego[5].